# Siergiej Zawadski
Siergiej Władisławicz Zawadski, ros. Сергей Владиславич Завадский (ur. 18 lutego 1871 r. w Kazaniu, zm. 2 lipca 1935 r. w Pradze) – rosyjski prokurator, senator, zastępca ministra sprawiedliwości ukraińskiego rządu, emigracyjny wykładowca akademicki, prawoznawca, filolog, publicysta, działacz kulturalno-społeczny.

## Życiorys
Uczył się w gimnazjum w Saratowie, Charkowie, a następnie Moskwie, które ukończył w 1889 r. Następnie rozpoczął studia prawnicze na uniwersytecie w Moskwie. Po ich ukończeniu w 1893 r., przez kolejny rok przebywał za granicą. Od 1894 r. pracował jako kandydat do czynności prawniczych w sądzie i komisji do spraw przeglądu przepisów prawnych w Sankt Petersburgu. W 1897 r. został zastępcą prokuratora w Moskwie, a następnie Sankt Petersburgu. Od 1902 r. pełnił funkcję prokuratora sądu okręgowego w Wielkich Łukach, zaś od 1903 r. w Niżnym Nowogrodzie. W 1906 r. został członkiem departamentu państwowego petersburskiej izby prawniczej. Od 1908 r. był oberprokuratorem w jednym z departamentów Senatu Rządowego, a potem przewodniczącym jednego z departamentów petersburskiej izby prawniczej. Jednocześnie od 1913 r. nauczał prawa państwowego w liceum aleksandrowskim. Pisał liczne artykuły prawnicze m.in. do pism „Prawo”, „Wiestnik grażdanskogo prawa”, „Żurnał Ministierstwa justicyi”. Od 1915 r. pełnił funkcję prokuratora petersburskiej izby prawniczej. Otrzymał tytuł tajnego rady państwowego. W styczniu 1917 r. mianowano go senatorem państwowego departamentu kasacyjnego, zaś po rewolucji lutowej zastępcą przewodniczącego najwyższej komisji do spraw zbadania działań przestępczych przedstawicieli starego reżimu. W poł. maja został członkiem komisji do spraw ustanowienia przepisów prawnych. Na pocz. 1918 r. przybył do Charkowa, w okolicy którego znajdował się rodzinny chutor jego żony. W maju tego roku przeniósł się do Kijowa, gdzie objął funkcję zastępcy ministra sprawiedliwości w rządzie Hetmanatu. Od jesieni 1919 r. był zastępcą przewodniczącego komisji specjalnej do spraw zbadania zbrodni bolszewickich przy głównodowodzącym wojskami Białych gen. Antonie I. Denikinie. Na pocz. 1920 r. przybył do Polski. W maju 1922 r. przybył do Czechosłowacji. Został wykładowcą prawa państwowego na rosyjskim wydziale prawnym uniwersytetu w Pradze. Ponadto wykładał w Rosyjskim Uniwersytecie Ludowym, zajmując jednocześnie funkcję zastępcy rektora i przewodniczącego kręgu „odnowicieli słowa rosyjskiego”. Nauczał też literaturę i język rosyjskim w Instytucie Handlowym. Działał w miejscowej kolonii rosyjskiej. Był autorem artykułów naukowych. Przewodniczył Stowarzyszeniu Rosyjskich Prawników, Rosyjskiej Grupie Akademickiej oraz Związkowi Rosyjskich Pisarzy i Dziennikarzy w Czechosłowacji. Był członkiem Komitetu „Dnia Kultury Rosyjskiej” i kierownictwa Związku Rosyjskich Organizacji Akademickich. W 1924 r. był współautorem 2-tomowej publikacji pt. „Prawo sowietskoj Rossii”. Od 1928 r. stał na czele Rosyjskiego Stowarzyszenia Wydawniczego „Jedinstwo”. W 1933 r. przebywał w Nowym Jorku, pełniąc funkcję eksperta prawnego w procesie sądowym, a poza tym odbył szereg wykładów i odczytów. Uczestniczył w publicznych spotkaniach emigracyjnych organizacji rosyjskich w różnych miastach Europy. Po powrocie do Pragi został przewodniczącym Rady Rosyjskiego Zagranicznego Archiwum Historycznego. Był autorem licznych artykułów dotyczących prawa, kultury i języka rosyjskiego.